# تکله‌مکان

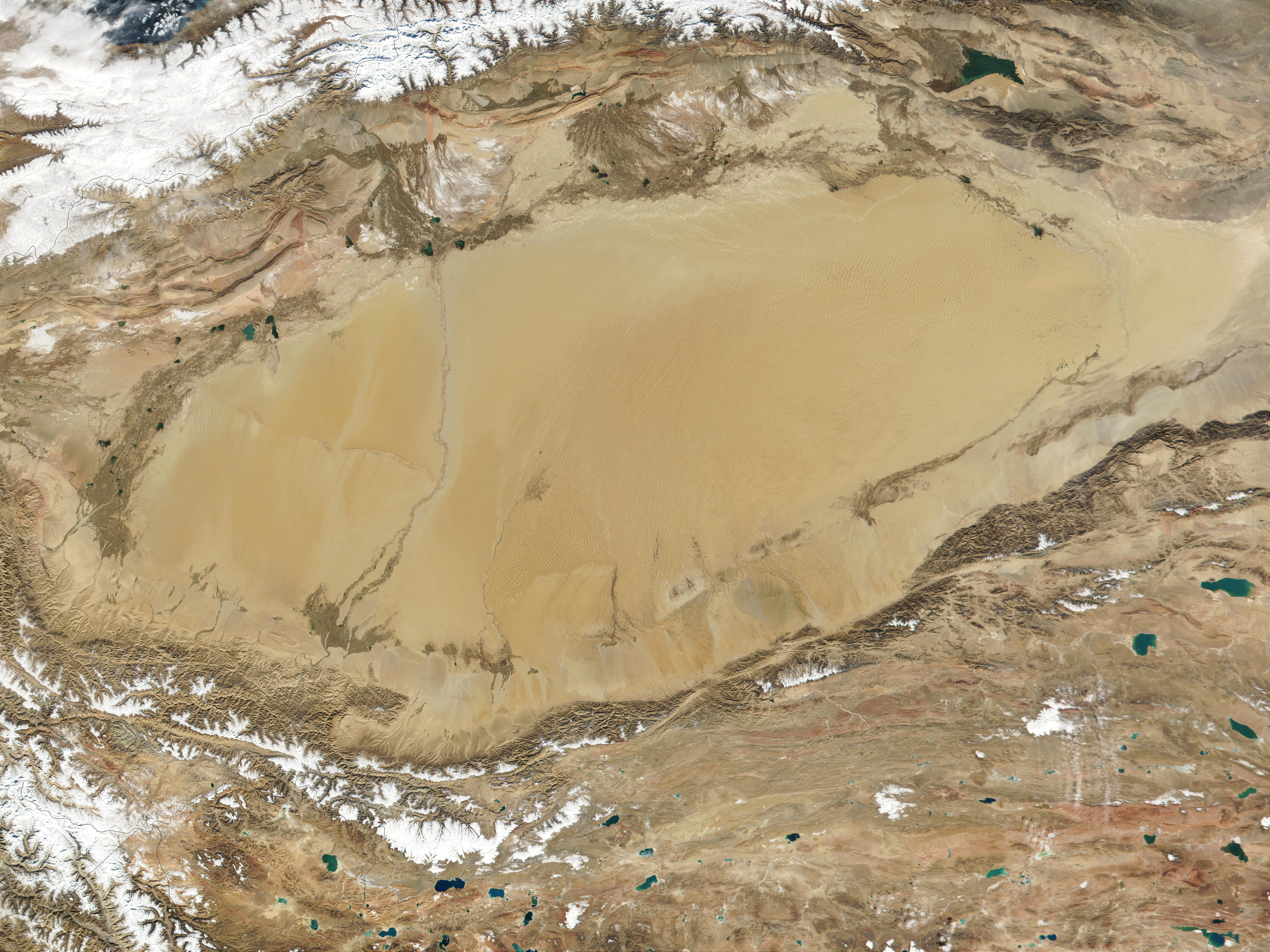
نمای ماهواره‌ای از تکله‌مکان.

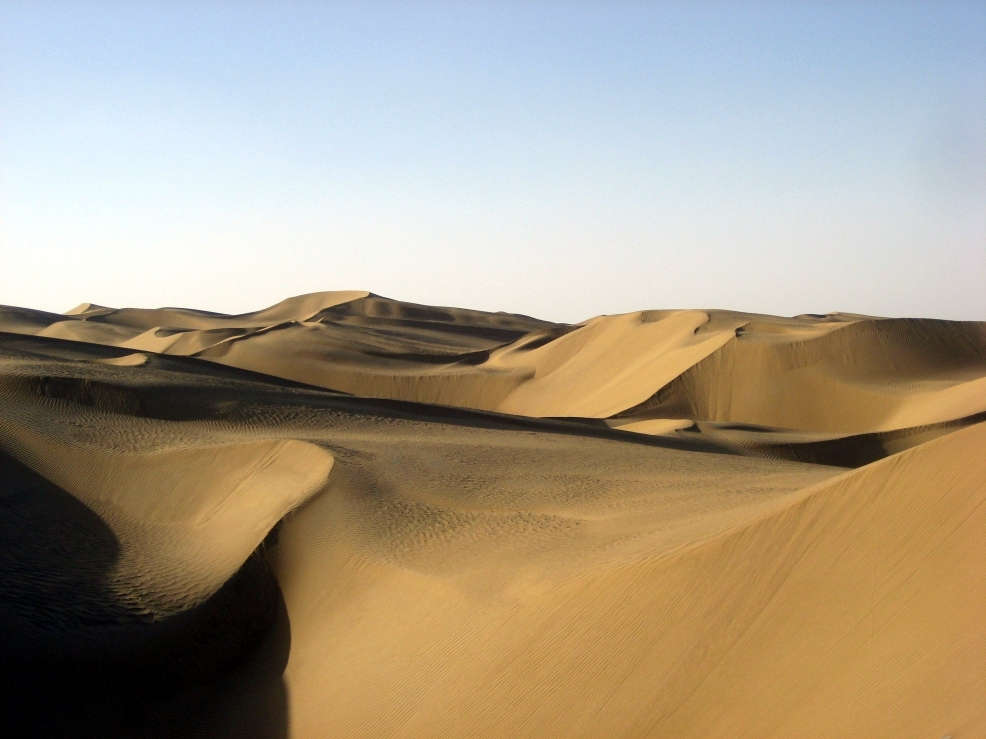
نمایی از بیابان تکله‌مکان.

بیابان تَکله‌مکان (چینی: 塔克拉玛干沙漠; پینیین: Tǎkèlāmǎgān Shāmò; اویغور: ته‌کلیماکان قۇملۇقی، خط لاتین اویغور: Täklimakan qumluqi) بزرگ‌ترین بیابان کشور چین و هیجدهمین بیابان بزرگ جهان و دومین صحرای روان جهان است. بیش از ۸۰٪ آن شامل تپه‌های شنی روان است.
دو شاخه اصلی جاده ابریشم از کناره شمالی و کناره جنوبی تکله‌مکان می‌گذشت. نام تکله‌مکان را دگرگون‌شده ترکیب فارسی «تَرکِ مکان» به معنی مکان متروکه دانسته‌اند. به گفتهٔ محقق اویغور، توردی متورسون کارا، نام تکله‌مکان اولین بار به صورت «تَرک مکان» در کتابی به نام «تواریخ مُسکیون» ذکر شده است که در سال ۱۸۶۷ در ختن نوشته شده است.

## جغرافیا
این بیابان در غرب چین، در استان سین‌کیانگ و در حوضه آبریز تاریم و غرب بیابان گبی واقع شده است. مساحت تکله‌مکان ۲۷۰ هزار کیلومتر مربع، درازای آن هزار کیلومتر و پهنای آن ۴۰۰ کیلومتر است. بیابان تکله‌مکان با مساحت ۴۶۵٬۰۰۰ کیلومتر مربع در ایالت سین کیانگ چین (شمال غربی این کشور) واقع شده است.
صحرای تکله‌مکان در مرکز یک حوزهٔ جنوبی منطقهٔ سین کیانگ قرار دارد.
هسته اصلی تکله‌مکان را تپه‌های شن‌های روان تشکیل می‌دهند که رشته‌هایی از واحه‌ها در پیرامون آن قرار گرفته‌اند. در مرکز صحرا حدود ۶۰ روز در سال باد با درجهٔ بیشتر از ۱۰ درجه می‌ورزد.
شهرهای اصلی واحه‌ای تلکه‌مکان که از آب‌های کوه‌های پیرامون این بیابان آبیاری می‌شوند عبارتند از: کاشغر، ختن، یارکند، نیا در جنوب، کوچه و تورفان در شمال، و لولان و دون‌هوانگ (دووان در زبان سغدی) در شرق.

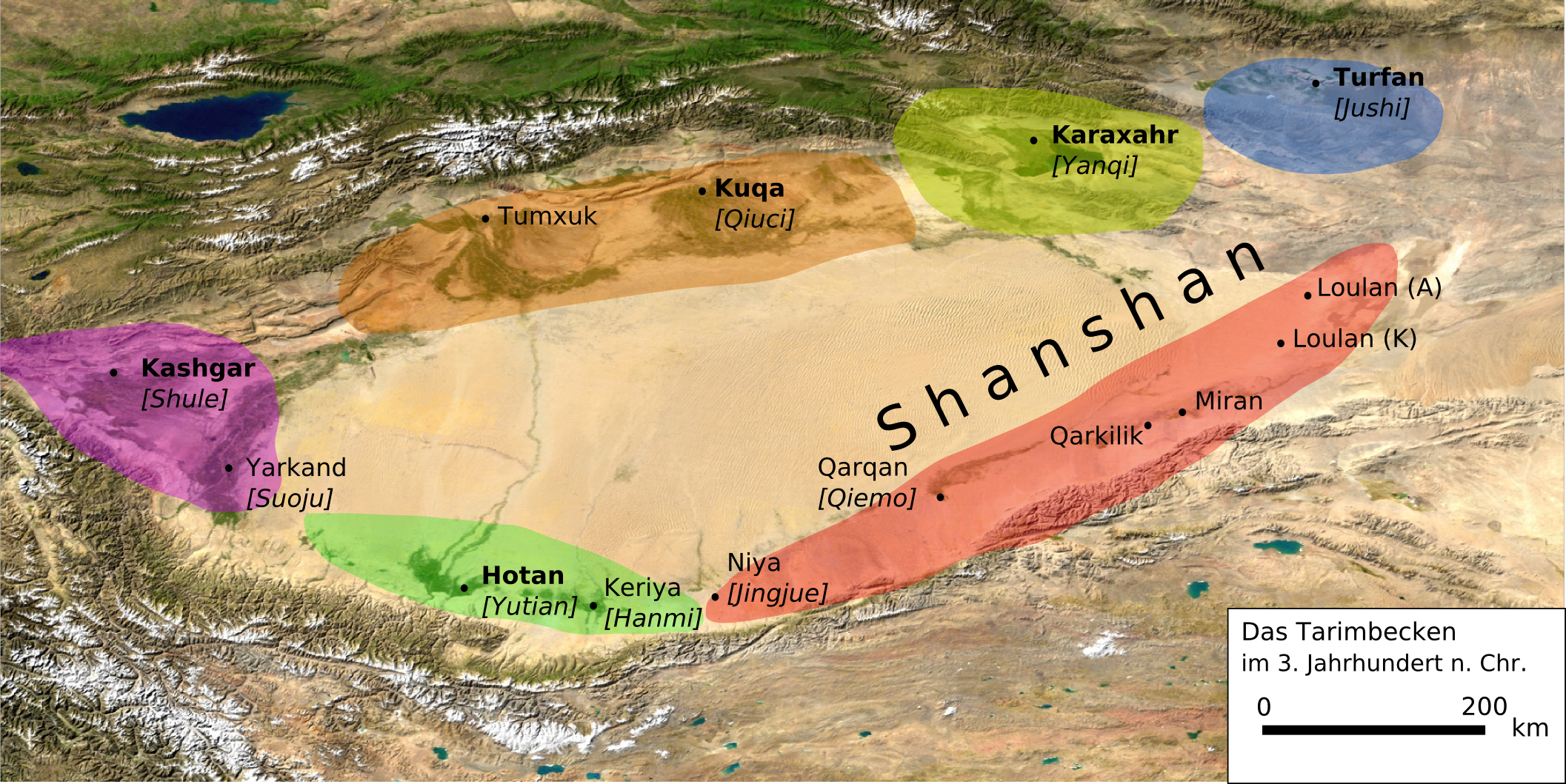
مناطق مسکونی، سدهٔ سوم میلادی.

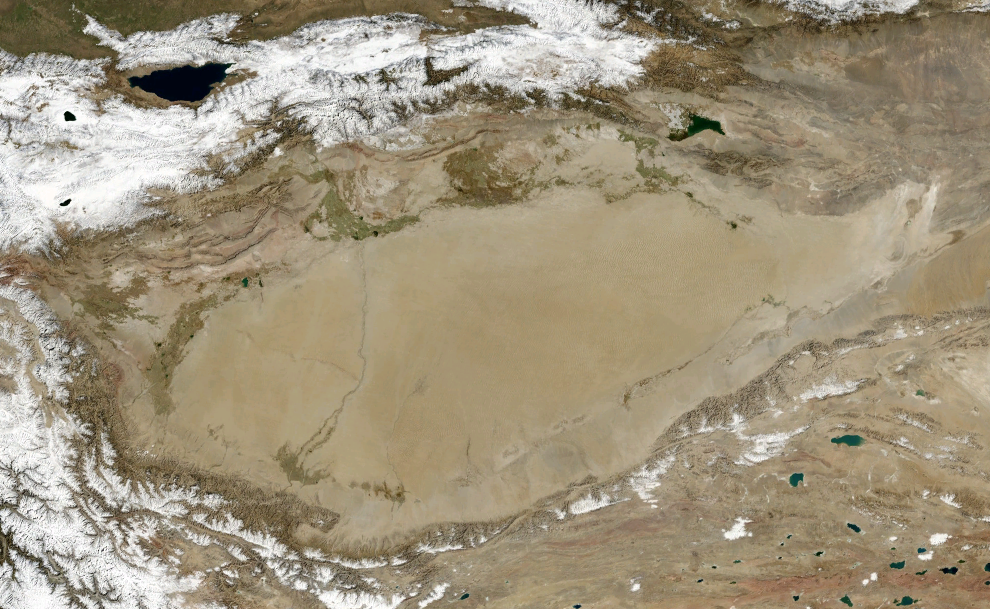
بیابان تکله‌مکان از دید NASA World Wind

بلندی تپه‌های شنی این بیابان از حدود ۶۰ فوت (۱۸ متر) تا حداکثر ۳۰۰ فوت (۹۱ متر) می‌رسد. در این دریای ماسه‌ای، تنها شکاف‌هایی کوچک از رسوبات رُسی آبرفتی دیده می‌شود. معمولاً بخش‌های شیب‌دارتر تپه‌های شنی در جهت مخالف بادهای غالب قرار دارند.
چین دو بزرگراه عرضی از میان این بیابان ساخته است. بزرگراه بیابانی تاریم شهرهای ختن (در لبهٔ جنوبی) و شهرستان بوگور (در لبهٔ شمالی) را به هم متصل می‌کند و مسیر ولایت خودمختار بایینغولین مغول به شهر چارقیلیق نیز در شرق بیابان عبور می‌کند.
از آن‌جا که این بیابان دارای شن‌های روان است، تپه‌های شنی پیوسته تحت تأثیر باد حرکت می‌کنند. در نتیجه، این تپه‌های متحرک به مراتع و مناطق مسکونی آسیب می‌زنند.
"یک صبح که از خواب بیدار شدم، دیدم به خاطر وزن ماسه‌هایی که در طول شب جمع شده‌اند، نمی‌توانم در را باز کنم. محصولاتم هم زیر ماسه‌ها مدفون شده بودند و چاره‌ای جز کوچ نداشتم" - محمد سیمای، ساکن شهرستان چیرا
در سال ۱۹۷۸، دولت چین پروژهٔ دیوار سبز بزرگ چین را آغاز کرد که هدف آن، ایجاد کمربندی جنگلی از سین‌کیانگ تا هئی‌لونگ‌جیانگ در شمال چین بود تا با بیابان‌زایی مقابله شود. این پروژه یکی از بزرگ‌ترین طرح‌های جنگل‌کاری در جهان است. در سال ۲۰۲۴، کمربند سبز به طول ۳٬۰۴۶ کیلومتر پیرامون بیابان تکله‌مکان تکمیل شد و پوشش گیاهی پیوسته‌ای پیرامون این بیابان به وجود آمد.
راه‌آهن گولمود–کورلا نیز از بیابان تکله‌مکان عبور می‌کند.
از جمله مناطق نام‌گذاری‌شده در این بیابان می‌توان به «ها-لا-ما»، «آ-لانگ-ها» و «مای-کُو-تسا-کُو» اشاره کرد. کوه‌های مزارتاغ نیز در بخش غربی این بیابان قرار دارند.

## اقلیم

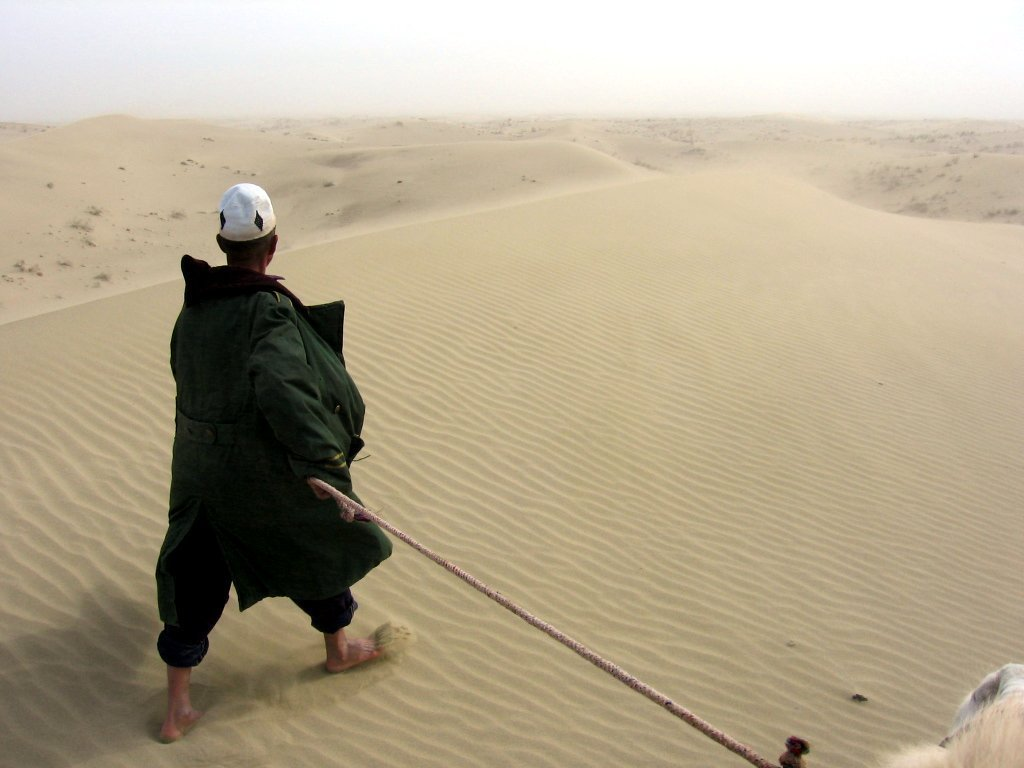
زندگی در بیابان نزدیک شهرستان یارکند

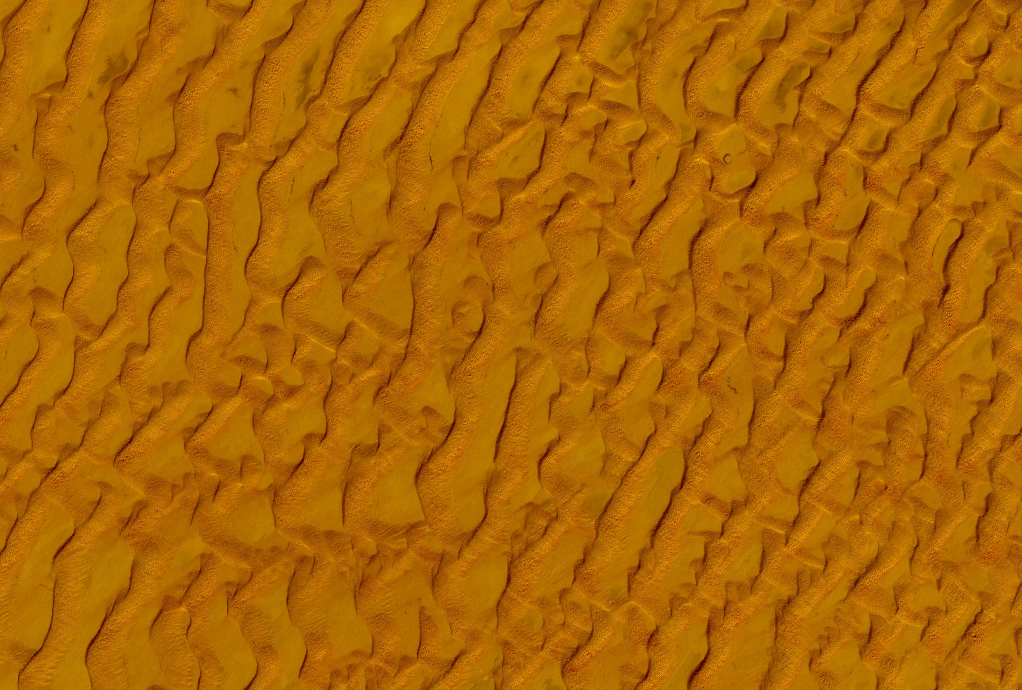
تپه‌های شنی ثبت‌شده توسط ماهواره لندست ۷ ناسا

به دلیل قرار گرفتن در سایه باران هیمالیا، بیابان تکله‌مکان دارای اقلیم بیابانی سرد است. نزدیکی نسبی آن با توده هواهای سرد و بسیار سرد سیبری سبب شده است که دمای این منطقه در زمستان به‌شدت پایین بیاید و گاه به کمتر از −۲۰ درجه سلسیوس (−۴ درجه فارنهایت) برسد، در حالی که دمای تابستان‌ها می‌تواند تا ۴۰ درجه سلسیوس (۱۰۴ درجه فارنهایت) افزایش یابد. در جریان طوفان‌های زمستانی چین ۲۰۰۸، برای نخستین‌بار در تاریخ ثبت‌شده، گزارش شد که سراسر بیابان تکله‌مکان با لایه‌ای نازک از برف به ضخامت ۴ سانتیمتر (۱٫۶ اینچ) پوشیده شده بود و دما در برخی ایستگاه‌های هواشناسی به −۲۶٫۱ درجه سلسیوس (−۱۵ درجه فارنهایت) رسید.
جایگاه دورافتادهٔ این بیابان در اعماق قارهٔ آسیا و فاصلهٔ هزاران کیلومتری آن از هر پهنهٔ بزرگ آبی، سبب شده است که تغییر روزانه دمای هوا در آن قابل‌توجه باشد.

## تاریخ
پیشینه تاریخی و جزئیات جغرافیایی تکله‌مکان توسط کاشفان نامداری چون سون هدین (۱۹۵۲–۱۸۶۵) و اورل اشتاین (۱۹۴۳–۱۸۶۲) تشریح شد. کاوش‌ها نشان می‌دهد که در زمان‌های قدیم در مکان‌هایی چون دندان اویلیق، نیا، اندره و لولان شهرهایی پررونق وجود داشته که زیر نفود فرهنگی ایران، هند، تخارها، یونانی‌ها و چینی‌ها بوده‌اند.
پادشاهی ختن در کناره این بیابان از پادشاهی‌های قوم ایرانی‌تبار سکاها بود. در مکان‌های باستانی تکله‌مکان، نظیر مزارداغ دست‌نوشته‌های باستانی سکایی و سغدی یافت شده است.
در هزاران سال گذشته صحرای تکله‌مکان مانع مواصلات جنوب و شمال و مبادلات شرق و غرب بوده است؛ بسیاری از تاجران، کاروان‌ها و ماجراجویان قصد داشتند در این صحرا راهی بگشایند اما تاکنون موفق نشده‌اند.

در دهه ۹۰ قرن گذشتهٔ میلادی ادارات مربوطهٔ چین برای استخراج منابع فراوان نفت و گاز ذخیره شده در مرکز این صحرا وجوه عظیمی برای ساخت یک جادهٔ صحرایی اختصاص دادند. سال ۱۹۹۵ میلادی جادهٔ صحرایی ساخته شد.

## معادن نیکل
شبکهٔ مرموزی از نقاط که بخش وسیعی از مناطق بیابانی غرب چین را دربر گرفته است در نتیجهٔ تحقیقات زمین‌شناسی برای یافتن معادن نیکل ایجاد شده‌اند. پژوهش گران در زمان بررسی تصاویر ماهواره‌ای سایت باستان‌شناسی جاده ابریشم، به‌طور تصادفی شبکهٔ مرموزی از نقاط عجیب به وسعت هشت کیلومتر را در منطقهٔ بیابانی تکله‌مکان شناسایی کردند و تحقیقات در این خصوص از سال ۲۰۱۰ آغاز شد. بررسی‌ها نشان داد که این الگوهای مرموز در تصاویر ماهواره‌ای سال ۲۰۰۴ وجود نداشتند و این الگوها طی چند سال اخیر ایجاد شده‌اند. پژوهش گران در ادامهٔ پژوهش‌های خود، مقاله‌ای را در یکی از روزنامه‌های چین پیدا کردند که حاکی از کشف مقادیر عظیم ذخایر نیکل در مناطق بیابانی این کشور بود. به نظر می‌رسد که این الگوهای عجیب به مطالعات زمین‌شناسی مربوط می‌شود، چون در این‌گونه اکتشافات، نقاط و حفره‌هایی برای تعیین ترکیب ذخایر معدنی در روی زمین ایجاد می‌شوند.
آملیا کارولینا فیزیکدان دانشگاه پلی تکنیک تورین ایتالیا و نویسندهٔ این تحقیق تأکید می‌کند:

«در نقشه‌های ماهواره‌ای تهیه شده از بیابان تکله‌مکان در غرب چین می‌توان ساختارهای دست‌سازی را مشاهده کرد که از چاله یا تپه‌های کوچک تشکیل شده‌اند. این ساختارهای عجیب که مانند صفحات شطرنج در بیابان شکل گرفته‌اند، ناشی از انجام مطالعات زمین‌شناسی برای یافتن ذخایر نیکل هستند.»